# 全日本学生選手権自転車競技大会
全日本学生選手権自転車競技大会（ぜんにほんがくせいせんしゅけんじてんしゃきょうぎたいかい）は、日本学生自転車競技連盟主催、日本自転車競技連盟共催により開かれている自転車競技のトラックレース大会である。別名「全日本学生選手権トラック」。正式名称は「全日本学生選手権トラック自転車競技大会」。

## 歴史
1960年に第1回大会が開催され、毎年7月上旬頃に行われる。開催地は持ち回り。
2019年で60回目を数えた。

## 種目（第60回大会時点）
- 男子の部
  - スプリント
  - 1kmタイムトライアル
  - 4kmインディヴィデュアルパーシュート
  - ポイントレース
  - ケイリン
  - タンデムスプリント
  - マディソン
  - スクラッチ
- 女子の部
  - スプリント
  - 500mタイムトライアル
  - 3kmインディヴィデュアルパーシュート
  - ポイントレース
  - マディソン